# Chi Tần bì

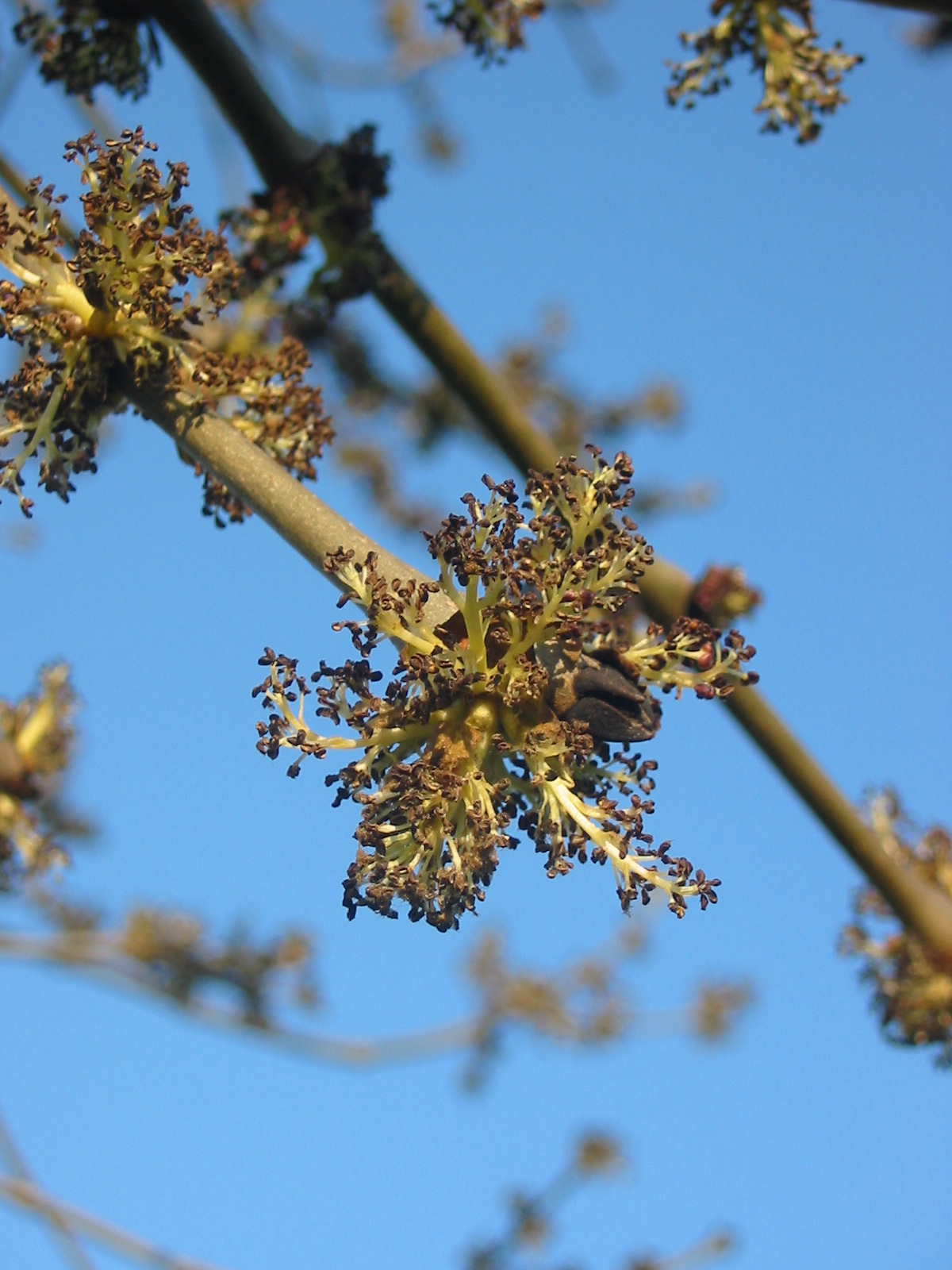
European Ash in flower

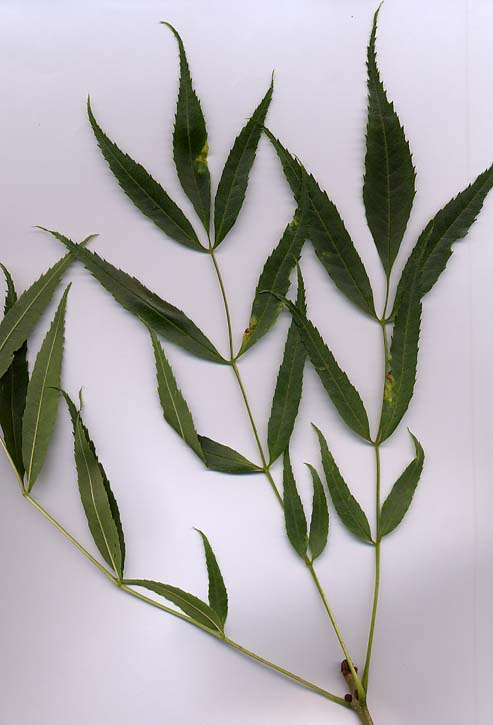
Narrow-leafed Ash (Fraxinus angustifolia) shoot with leaves

Chi Tần bì hay còn gọi chi tần (tên khoa học: Fraxinus /ˈfræksɪnəs/ ) là một chi thực vật có hoa, và cũng như chi Ô liu và chi Tử đinh hương, thuộc họ Ô liu (Oleaceae). Nó bao gồm 45-65 loài, từ trung bình đến cây lớn, chủ yếu rụng lá theo mùa mặc dù một số loài nhiệt đới có lá xanh suốt năm. Chi cây này phổ biến rộng rãi trên nhiều nước châu Âu, châu Á và Bắc Mỹ.
Các tên gọi thông thường trong tiếng Việt là tần bì, tần hay tu chanh.

## Các loài
- Fraxinus americana L.
- Fraxinus angustifolia Vahl
  - Fraxinus angustifolia subsp. oxycarpa (Willd.) Franco & Rocha Afonso
  - Fraxinus angustifolia subsp. persica (Boiss.) Azadi
  - Fraxinus angustifolia subsp. syriaca (Boiss.) Yalt.
- Fraxinus anomala Torr. ex S.Watson
  - Fraxinus anomala var. triphylla M.E.Jones
- Fraxinus apertisquamifera H.Hara
- Fraxinus baroniana Diels
- Fraxinus berlandieriana A.DC.
- Fraxinus bornmuelleri Lingelsh.
- Fraxinus × borzae Georgescu & Tutunaru
- Fraxinus bungeana A.DC.
- Fraxinus caroliniana Mill.
- Fraxinus × cataubiensis Ashe
- Fraxinus chiisanensis Nakai
- Fraxinus chinensis Roxb.: Tần bì Trung Quốc, tần bì tàu, tần Trung Quốc
  - Fraxinus chinensis subsp. rhynchophylla (Hance) A.E.Murray: Tần bì lá mũi, tần lá có mũi, khổ lịch bạch lạp thụ.
- Fraxinus cuspidata Torr.
- Fraxinus depauperata (Lingelsh.) Z.Wei
- Fraxinus dimorpha Coss. & Durieu
- Fraxinus dipetala Hook. & Arn.
- Fraxinus dubia (Willd. ex Schult. & Schult.f.) P.S.Green & M.Nee
- Fraxinus excelsior L.
  - Fraxinus excelsior subsp. coriariifolia (Scheele) A.E.Murray
- Fraxinus ferruginea Lingelsh.
- Fraxinus floribunda Wall.: Tu chanh
- Fraxinus gooddingii Little
- Fraxinus greggii A.Gray
  - Fraxinus greggii var. nummularis (M.E.Jones) Little
- Fraxinus griffithii C.B.Clarke: Tần bì Griffith, tần Griffith
- Fraxinus hookeri Wenz.
- Fraxinus hubeiensis S.Z.Qu, C.B.Shang & P.L.Su
- Fraxinus × hybrida Lingelsh.
- Fraxinus insularis Hemsl.: Tần bì duyên hải, tu chanh
- Fraxinus × josephi Sennen
- Fraxinus lanuginosa Koidz.
- Fraxinus latifolia Benth.
- Fraxinus longicuspis Siebold & Zucc.
- Fraxinus malacophylla Hemsl.
- Fraxinus mandshurica Rupr.
- Fraxinus micrantha Lingelsh.
- Fraxinus nigra Marshall
- Fraxinus odontocalyx Hand.-Mazz. ex E.Peter
- Fraxinus ornus L.
  - Fraxinus ornus subsp. cilicica (Lingelsh.) Yalt.
- Fraxinus pallisae Wilmott
- Fraxinus papillosa Lingelsh.
- Fraxinus parryi Moran
- Fraxinus paxiana Lingelsh.
- Fraxinus pennsylvanica Marshall
- Fraxinus platypoda Oliv.
- Fraxinus potosina Brandegee
- Fraxinus pringlei Lingelsh.
- Fraxinus profunda (Bush) Bush
- Fraxinus punctata S.Y.Hu
- Fraxinus purpusii Brandegee
  - Fraxinus purpusii var. vellerea (Standl. & Steyerm.) P.S.Green
- Fraxinus quadrangulata Michx.
- Fraxinus raibocarpa Regel
- Fraxinus reflexiflora Lundell
- Fraxinus × rehderiana Lingelsh.
- Fraxinus rufescens Lingelsh.
- Fraxinus sieboldiana Blume
- Fraxinus sogdiana Bunge
- Fraxinus stylosa Lingelsh.
- Fraxinus suaveolens W.W.Sm.
- Fraxinus texensis (A.Gray) Sarg.
- Fraxinus trifoliolata W.W.Sm.
- Fraxinus uhdei (Wenz.) Lingelsh.
- Fraxinus velutina Torr.
- Fraxinus xanthoxyloides (G.Don) Wall. ex A.DC.